# Ellen Burstyn
Pour les articles homonymes, voir Ellen.
 (février 2017).
Si vous disposez d'ouvrages ou d'articles de référence ou si vous connaissez des sites web de qualité traitant du thème abordé ici, merci de compléter l'article en donnant les références utiles à sa vérifiabilité et en les liant à la section « Notes et références ».
Ellen Burstyn, née Edna Rae Gilhooley le 7 décembre 1932 à Détroit, est une actrice américaine.
Après une enfance agitée, elle devient mannequin et modèle pour des couvertures de livres de poche au Texas. C'est durant un séjour à New York qu'elle s'intéresse au métier de comédienne et fait ses débuts en 1957 au théâtre à Broadway dans Fair game. Durant les années 1960, elle apparaît dans plusieurs séries télévisées comme Haute Tension et fait ses débuts au cinéma sous la direction de Vincente Minnelli dans Au revoir, Charlie. Le succès de La Dernière Séance lui ouvre les portes du cinéma. Alice n'est plus ici de Martin Scorsese lui vaut l'Oscar de la meilleure actrice. Ses autres succès incluent Le Choix d'aimer, The Yards, Requiem for a Dream, W. : L'Improbable Président ainsi qu'un autre film culte, L'Exorciste. Elle a également reçu, entre autres, en plus de son Oscar, un Golden Globe et un BAFTA.

## Biographie
À l'âge de 14 ans, elle devient cuisinière dans un snack, puis danseuse dans une troupe d'acrobates. Après avoir arrêté le lycée, elle devient modèle au Texas. On la retrouve plus tard à New York en tant que girl dans un show télévisé. C'est alors qu'elle se découvre des talents de comédienne. Elle fait ses débuts à Broadway en 1957 dans la pièce de théâtre Fair Game, puis dans des petits rôles de séries télévisées[réf. nécessaire].
C'est en 1964 qu'elle entre véritablement dans le monde du cinéma avec le film Au revoir, Charlie. Elle perfectionne son jeu d'actrice avec Lee Strasberg à l'Actors Studio. Dès 1971, les succès se suivent pour Ellen qui n'a de cesse de s'améliorer et de récolter les nominations aux Oscars, Oscar qu'elle remporte en 1974 pour son interprétation d'Alice dans Alice n'est plus ici de Martin Scorsese. En 1986, elle crée même sa propre émission de télévision : The Ellen Burstyn Show.
Pour certaines séries, elle apparaît sous le pseudonyme d'Ellen McRae.
Ayant grandi dans une famille catholique, et après avoir exploré différentes voies spirituelles (bouddhisme, hindouisme, etc.), elle décide de se convertir à l'islam après sa rencontre avec le maitre soufi Vilayat Inayat Khan.

### Festivals
- 1977 : membre du jury du 27e Festival de Berlin
- 1981 : membre du jury des longs-métrages du 34e Festival de Cannes
- 1988 : co-présidente lors du 38e Festival de Berlin
- 1997 : membre du jury du 32e Festival de Karlovy Vary

## Filmographie

### Cinéma

#### Court métrage
- 2002 : Distance de Jonathan Jakubowicz : voix off

#### Longs métrages
- 1964 : For Those Who Think Young (en) de Leslie H. Martinson : Dr Pauline Swenson (as Ellen McRae)
- 1964 : Au revoir, Charlie de Vincente Minnelli : Franny Salzman (as Ellen McRae)
- 1969 : Pit Stop (en) de Jack Hill : Ellen McLeod (as Ellen McRae)
- 1970 : Tropique du Cancer (Tropic of Cancer) de Joseph Strick : Mona Miller (non créditée)
- 1970 : Alex in Wonderland de Paul Mazursky : Beth Morrison
- 1971 : La Dernière Séance (The Last Picture Show) de Peter Bogdanovich : Lois Farrow
- 1972 : The King of Marvin Gardens de Bob Rafelson : Sally
- 1973 : L'Exorciste (The Exorcist) de William Friedkin : Chris MacNeil
- 1974 : Alice n'est plus ici (Alice Doesn't Live Here Anymore) de Martin Scorsese : Alice Hyatt
- 1974 : Harry et Tonto de Paul Mazursky : Shirley
- 1977 : Providence d'Alain Resnais : Sonia Langham
- 1978 : Cri de femmes de Jules Dassin : Brenda Collins
- 1978 : Même heure, l'année prochaine de Robert Mulligan : Doris
- 1980 : Résurrection de Daniel Petrie : Edna
- 1981 : Silence of the North (en) d'Allan King : Olive Frederickson
- 1984 : L'Ambassadeur : Chantage en Israël (The Ambassador) de Jack Lee Thompson : Alex Hacker
- 1985 : Soleil d'automne (Twice in a Lifetime) de Bud Yorkin : Kate MacKenzie
- 1988 : La Guerre d'Hanna de Menahem Golan : Katalin
- 1991 : Le Choix d'aimer (Dying Young) de Joel Schumacher : Mme O'Neil
- 1991 : Grand Isle de Mary Lambert: mademoiselle Reisz
- 1993 : Les Veuves joyeuses (The Cemetary Club) de Bill Duke: Esther Moskowitz
- 1994 : The Color of Evening de Stephen Stafford : Kate O'Rielly
- 1994 : Pour l'amour d'une femme (When a Man Loves a Woman) de Luis Mandoki : Emily
- 1995 : Le Club des Baby-sitters (en) de Melanie Mayron : Emily Haberman
- 1995 : Un ménage explosif (Roommates), de Peter Yates : Judith
- 1995 : Le Patchwork de la vie de Jocelyn Moorhouse : Hy
- 1996 : Cross the Line : Mary Davis
- 1996 : The Spitfire Grill de Lee David Zlotoff : Hannah Ferguson
- 1997 : Le Suspect idéal, de Jonas Pate : Mook
- 1998 : You Can Thank Me Later (en) de Shimon Dotan : Shirley Cooperberg
- 1999 : La Carte du cœur (Playing by heart) de Willard Carroll (en) : Mildred
- 1999 : Walking Across Egypt (en) de Arthur Allan Seidelman : Mattie Rigsbee
- 2000 : The Yards de James Gray : Val Handler
- 2000 : Requiem for a Dream de Darren Aronofsky : Sara Goldfarb
- 2002 : Dragon rouge de Brett Ratner : Grandma Dolarhyde (voix, non créditée)
- 2002 : Les Divins Secrets (Divine Secrets of the Ya-Ya Sisterhood) de Callie Khouri : Viviane Joan 'Vivi' Abbott Walker
- 2006 : The Wicker Man de Neil LaBute : Sister SummersIsle
- 2006 : The Fountain de Darren Aronofsky : Dr Lillian Guzetti
- 2006 : 30 Days de Jamal Joseph : Maura
- 2006 : The Elephant King (en) de Seth Grossman : Diana Hunt
- 2007 : The Stone Angel de Kari Skogland : Hagar
- 2008 : W. : L'Improbable Président (W.) d'Oliver Stone : Barbara Bush
- 2008 : Lovely, Still de Nicholas Fackler : Mary Malone
- 2008 : The Loss of a Teardrop Diamond de Jodie Markell (en) : Addie
- 2009 : Greta (According To Greta) de Nancy Bardawil : Katherine
- 2009 : The Mighty Macs (en) de Tim Chambers : Mother St. John
- 2009 : Le Lapin en velours de Michael Landon Jr.: le cygne (voix)
- 2010 : Main Street de John Doyle (en) : Georgiana Carr
- 2011 : Another Happy Day de Sam Levinson : Doris Baker
- 2011 : Someday This Pain Will Be Useful to You de Roberto Faenza : Nanette
- 2013 : Wish You Well de Darnell Martin : Louisa Mae Cardinal
- 2014 : The Calling de Jason Stone : Emily Micallef
- 2014 : La Voie de l'ennemi, de Rachid Bouchareb : la mère de Garnett
- 2014 : Le Pari (Draft Day) d'Ivan Reitman : Barb Weaver
- 2014 : Interstellar de Christopher Nolan : Murphy âgée
- 2014 : River of Fundament (en) de Matthew Barney : Hathfertiti
- 2015 : Diamond in the Dust de Patrick Creamer : Nana Louise
- 2015 : About Scout (en) de Laurie Weltz : Gram
- 2015 : Adaline de Lee Toland Krieger : Flemming
- 2016 : Le Teckel de Todd Solondz : Nana
- 2016 : Custody de James Lapine : Beatrice Fisher
- 2017 : The House of Tomorrow de Peter Livolsi : Josephine Prendergast
- 2017 : Happy Birthday de Susan Walter : Celia
- 2018 : Le Passé recomposé (The Tale) de Jennifer Fox : Nettie
- 2018 : Nostalgia de Mark Pellington : Helen Greer
- 2019 : American Woman de Semi Chellas : Miss Dolly
- 2019 : Lucy in the Sky de Noah Hawley : Nana Holbrook
- 2020 : Pieces of a Woman de Kornél Mundruczó : Elizabeth
- 2021 : Queen Bees (en) de Michael Lembeck : Helen
- 2023 : L'Exorciste : Dévotion (The Exorcist: Believer) de David Gordon Green : Chris MacNeil

### Télévision

#### Téléfilms
- 1958 : The Christmas Tree de Kirk Browning : Elizabeth (as Ellen McRae)
- 1974 : Thursday's Game (en) de Robert Moore : Lynne Evers
- 1981 : The People vs. Jean Harris de George Schaefer : Jean Harris
- 1985 : Une étrange disparition de Roger Young : Joan Walker
- 1985 : Surviving de Waris Hussein : Tina Brogan
- 1986 : Something in Common de Glenn Jordan : Lynn Hollander
- 1986 : Act of Vengeance (en) de John Mackenzie : Margaret Yablonski
- 1987 : Look Away d'Arthur Allan Seidelman : Mary Todd Lincoln
- 1987 : Dear America : Lettres du Viêt Nam (Dear America: Letters Home from Vietnam) de Bill Couturié : Mme Stocks (voix)
- 1987 : Espionnage à Londres d'Anthony Page : Barbara Jackson
- 1990 : La Force de vivre (en) de Harry Winer : Nurse Cooder
- 1991 : Mrs. Lambert Remembers Love de Charles Matthau : Lillian 'Lil' Lambert
- 1992 : Taking Back My Life: The Nancy Ziegenmeyer Story de Harry Winer : Wilma
- 1993 : Abus de confiance (en) de Bill Corcoran (en) : Joan Delvecchio
- 1994 : Trick of the Eye d'Ed Kaplan : Frances Griffin
- 1994 : John Gotti, un truand à abattre (en) de Roger Young : Jo Giacalone
- 1994 : Getting Out de John Korty : Arlie's Mother
- 1995 : Follow the River de Martin Davidson : Gretel
- 1995 : My Brother's Keeper de Glenn Jordan : Helen
- 1996 : Timepiece de Marcus Cole : Maud Gannon
- 1996 : Our Son, the Matchmaker (en) de Lorraine Senna : Iva Mae Longwell
- 1997 : Flash de Simon Wincer : Laura Strong
- 1997 : A Deadly Vision de Bill L. Norton : Yvette Watson
- 1998 : The Patron Saint of Liars de Stephen Gyllenhaal : June Clatterbuck
- 1999 : L'Amour égaré de Glenn Jordan : Maggie
- 2000 : La Sirène (en) de Peter Masterson : Trish
- 2001 : Dodson's Journey de Gregg Champion : Mother
- 2001 : La Dernière Chance (Within These Walls) de Mike Robe : Joan Thomas
- 2003 : Brush with Fate (en) de Brent Shields (en) : Rika
- 2004 : The Five People You Meet in Heaven (en) de Lloyd Kramer : Ruby
- 2004 : La maison des trahisons de Ron Lagomarsino : Tommie
- 2005 : Mrs. Harris (en) de Phyllis Nagy : Former Tarnower Steady
- 2005 : Ordre et Châtiment, le péché de nos pères de Dan Curtis : Mary Ryan
- 2007 : Mitch Albom's For One More Day de Lloyd Kramer : Pauline "Posey" Benetto
- 2009 : Possible Side Effects de Tim Robbins
- 2014 : Old Soul : Eileen
- 2014 : Les Enfants du péché de Deborah Chow : Olivia Foxworth
- 2014 : Les Enfants du péché : Nouveau Départ de Karen Moncrieff : Olivia Foxworth

#### Séries télévisées
- 1958 : Kraft Television Theatre (en) : Linda (saison 11, épisode 48 : Trick or Treat)
- 1960 : The DuPont Show of the Month (en) (saison 3, épisode 5 : Arrowsmith)
- 1961 : Cheyenne : Emmy Mae (saison 6, épisode 5 : Day's Pay)
- 1961 : Le Jeune Docteur Kildare (Dr. Kildare) : Anne Garner (saison 1, épisode 11 : Second Chance)
- 1961 : The Dick Powell Show (en) : Rose Maxon (saison 1, épisode 2 : Ricochet)
- 1961 : Surfside 6 (en) : Wanda Drake (saison 1, épisode 26 : Double Image)
- 1961 : Letter to Loretta (en) : Ann Walters (saison 8, épisode 23 : Woodlot)
- 1961 : Michael Shayne (en) : Carol (saison 1, épisode 23 : Strike Out)
- 1961 : 77 Sunset Strip : Betty Benson (saison 4, épisode 13 : The Navy Caper)
- 1962 : The Real McCoys (en) : Dorothy Carter (saison 6, épisode 10 : The Girl Veterinarian)
- 1962 : Perry Mason : Mona Winthrope White (saison 6, épisode 6 : The Case of the Dodging Domino)
- 1962 : Dobie Gillis : Donna Whittaker (saison 4, épisode 5 : A Splinter Off the Old Block)
- 1962 : I'm Dickens, He's Fenster (en) : Joan (saison 1, épisode 4 : Harry, the Father Image)
- 1962 : Ben Casey :
  - Dr Leslie Fraser (saison 1, épisode 29 : Preferably, the Less-Used Arm)
  - Connie (saison 2, épisode 3 : In the Name of Love, a Small Corruption)
- 1962 : Kraft Television Theatre (en) : Greta Dryden (saison 2, épisode 10 : Cry Ruin)
- 1962 : Échec et Mat (Checkmate) : Margo (saison 2 , épisode 31 : The Bold and the Tough)
- 1962 : The Detectives (en) : Nora Carver (saison 3, épisode 28 : The Walls Have Eyes)
- 1962 : C'est arrivé à Sunrise (Bus Stop) : Phyllis Dunning (saison 1, épisode 16 : Cry to Heaven)
- 1962 : Gunsmoke : Polly Mims (saison 7, épisode 27 : Wagon Girls)
- 1963 : 77 Sunset Strip : Sandra Keene (saison 5, épisode 21 : Dial 'S' for Spencer)
- 1963 : Vacation Playhouse (en) : Ellen (saison 1, épisode 5 : The Big Brain)
- 1963 : La Grande Caravane (Wagon Train) : Margaret Whitlow (saison 6, épisode 36 : The Jim Whitlow Story)
- 1963 : Going My Way : Louise (saison 1, épisode 29 : Hear No Evil)
- 1963 : Les Accusés (The Defenders) : Hilda Wesley (saison 2, épisode 26 : The Heathen)
- 1963 : Laramie : Amy (saison 4, épisode 18 : No Place to Run)
- 1964 : Le Plus Grand Chapiteau du monde (The Greatest Show on Earth) : Susan Mason (saison 1, épisode 17 : Big Man from Nairobi)
- 1964 : Les Aventuriers du Far West : Jenny (saison 12, épisode 17)
- 1964 : Bob Hope Presents the Chrysler Theatre (en) : Eva Laurelton (saison 1, épisode 12 : Runaway)
- 1964 : Haute Tension : Barbara Sherwood / Lucille Benton (saison 1, épisode 11 : The Deep End)
- 1965 : For the People : Maria Haviland (épisode 11 : Seized, Confined and Detained)
- 1965 : The Doctors : Dr Kate Bartok (11 épisodes)
- 1966 : Au cœur du temps (The Time Tunnel) : Eve Holland (saison 1, épisode 6 : Le Volcan tragique)
- 1967 : La Grande Vallée (The Big Valley) : Sister Jacob / Sarah (saison 2, épisode 29 : Jour de grâce)
- 1967-1968 : Le Cheval de fer (The Iron Horse) : Julie Parsons (8 épisodes)
- 1968 : Insight : Janet (épisode 31 : All the Things I've Never Liked)
- 1969 : Le Virginien (The Virginian) : Kate Burden (saison 7, épisode 16 : Last Grave at Socorro Creek)
- 1971 : Gunsmoke : Amy Waters (saison 17, épisodes 3 et 4 : Waste: Part 1 et Waste: Part 2)
- 1972 : The Bold Ones: The Lawyers : Rachel Lambert (saison 3, épisode : Lisa, I Hardly Knew You)
- 1986-1987 : The Ellen Burstyn Show (en) : Ellen Brewer (13 épisodes)
- 1998 : De mères en filles (A Will of Their Own) : Veronica Steward (saison 1, épisode 1)
- 2000-2002 : Lydia DeLucca (That's Life!) : Dolly DeLucca (34 épisodes)
- 2006 : The Book of Daniel : Beatrice Congreve (8 épisodes)
- 2007-2011 : Big Love : Nancy Davis Dutton (6 épisodes)
- 2008 : New York, unité spéciale (Law and Order: Special Victims Unit) : Bernadette Stabler (saison 10, épisode 3)
- 2012 : Political Animals, créée par Greg Berlanti (mini-série) : Margaret Barrish
- 2012 : Coma de Mikael Salomon (mini-série) : Madame Emerson
- 2014 : Louie, saison 4, cinq épisodes : Evanka
- 2015 : Mom, saison 3, épisode 1 Terrorists and Gingerbread de James Widdoes : Shirley
- 2016 : House of Cards, créée par Beau Willimon, saison 4 : Elizabeth Hale, mère de Claire Underwood
- depuis 2021 : New York, crime organisé (Law & Order: Organized Crime) : Bernadette Stabler (depuis la saison 2, 22 épisodes)
- 2022 : The First Lady : Sara Roosevelt (6 épisodes)

## Voix francophones
En France
| - Sylvie Genty dans : - The Wicker Man - The Fountain - Adaline - Le Passé recomposé - Lucy in the Sky - Nadine Alari dans : - Au revoir, Charlie - L'Exorciste (1er doublage) - Alice n'est plus ici - Requiem for a Dream - Marie-Martine dans : - La Dernière Séance (redoublage) - Primal Secrets (en) (téléfilm) - Louie (série télévisée) - Pieces of a Woman - Annie Sinigalia dans : - Big Love (série télévisée) - Les Enfants du péché (téléfilm) - Les Enfants du péché : Nouveau Départ (téléfilm) - L'Exorciste : Dévotion - Paule Emanuele dans : - Le Suspect idéal - Lydia DeLucca (série télévisée) - W. : L'Improbable Président | - Marion Loran dans : - Les Divins Secrets - Interstellar - Cathy Cerdà dans : - Lapin de velours (en) (voix) - Mom (série télévisée) Et aussi - Nelly Borgeaud dans Providence - Martine Messager dans L'Ambassadeur : Chantage en Israël - Françoise Pavy dans La Carte du cœur - Francine Bergé dans The Yards - Nathalie Régnier dans L'Exorciste (2e doublage) - Nicole Valberg dans La Voie de l'ennemi - Annie Balestra dans House of Cards (série télévisée) - Sylvie Santelli dans Happy Birthday - Brigitte Virtudes dans Le Passé recomposé (doublage alternatif) - Catherine Lafond dans The First Lady (mini-série) |

## Théâtre
- The Children's Hour (en) (22 janvier 2011 - 7 mai 2011) dans le rôle de Mrs Amelia Tilford

## Distinctions

### Récompenses
- 47e cérémonie des Oscars 1975 : Meilleure actrice pour Alice n'est plus ici
- 29e cérémonie des BAFTA 1976 : Meilleure actrice pour Alice n’est plus ici
- 36e cérémonie des Golden Globes 1979 : Meilleure actrice dans un film musical ou une comédie pour Même heure, l'année prochaine
- Boston Society of Film Critics 2000 : Meilleure actrice pour Requiem for a Dream
- Festival international du film de Stockholm 2001 : Meilleure actrice pour Requiem for a Dream
- Satellite Awards 2001 : Meilleure actrice pour Requiem for a Dream
- Chicago Film Critics Association Awards 2001 : Meilleure actrice pour Requiem for a Dream
- Florida Film Critics Circle Awards 2001 : Meilleure actrice pour Requiem for a Dream
- Kansas City Film Critics Circle Awards 2001 : Meilleure actrice pour Requiem for a Dream
- Phoenix Film Critics Society 2001 : Meilleure actrice pour Requiem for a Dream
- Las Vegas Film Critics Society 2001 : Meilleure actrice pour Requiem for a Dream
- Independent Spirit Awards 2001 : Meilleure actrice pour Requiem for a Dream
- 2015 : Prix pour l'ensemble de sa carrière - Festival international du film de Stockholm
- Gold Derby Awards 2016 : Meilleure actrice invitée dans une série dramatique pour House of Cards
- New York Film Critics Online 2021 : Meilleure actrice dans un second rôle pour Pieces of a Woman
- Denver Film Critics Society 2021 : Meilleure actrice dans un second rôle pour Pieces of a Woman

### Nominations
- 29e cérémonie des Golden Globes 1972 : Meilleure actrice dans un second rôle pour La Dernière Séance
- 44e cérémonie des Oscars 1972 : Meilleure actrice dans un second rôle pour La Dernière Séance
- 31e cérémonie des Golden Globes 1974 : Meilleure actrice dans un film dramatique pour L'Exorciste
- 46e cérémonie des Oscars 1974 : Meilleure actrice pour L'Exorciste
- 32e cérémonie des Golden Globes 1975 : Meilleure actrice dans un film dramatique pour Alice n'est plus ici
- 51e cérémonie des Oscars 1979 : Meilleure actrice pour Même heure, l'année prochaine
- 38e cérémonie des Golden Globes 1981 : Meilleure actrice dans un film dramatique pour Résurrection
- 52e cérémonie des Oscars 1981 : Meilleure actrice pour Résurrection
- 58e cérémonie des Golden Globes 2001 : Meilleure actrice dans un film dramatique pour Requiem for a Dream
- 73e cérémonie des Oscars 2001 : Meilleure actrice pour Requiem for a Dream